# 민영욱
민영욱(閔泳頊, 1900년 2월 20일 ~ 1963년 3월 7일)은 일제강점기의 조선귀족이다. 본관은 여흥이며 본적은 경성부 효자정이다.

## 생애
1917년 5월 1일 민영욱의 아버지인 민상호의 양자로 입적되었으며 1920년 5월 20일 일본 정부로부터 종5위에 서위되었다. 1928년 11월 16일 일본 정부로부터 쇼와 대례 기념장을 받았고 1933년 10월 16일 자신의 아버지였던 민상호가 받은 남작위를 습작하였다.
1937년 8월 25일 조선귀족 59명이 중일 전쟁 이후에 조직한 시국단체인 동요회 발기인으로 참여했으며 1939년 11월 조선유도연합회 참사를 역임했다. 1940년 11월 10일 일본 정부로부터 기원 2600년 축전 기념장을 받았고 이와 동시에 종4위에 서위되었다. 친일파 708인 명단의 조선귀족 부문, 민족문제연구소의 친일인명사전 수록자 명단의 수작/습작 부문, 친일반민족행위진상규명위원회가 발표한 친일반민족행위 705인 명단에 포함되었다.

## 참고자료
- 친일반민족행위진상규명위원회 (2009). 〈민영욱〉. 《친일반민족행위진상규명 보고서 Ⅳ-5》. 서울. 664~670쪽.